# Commission centrale aux affaires politiques et juridiques
 (août 2021).
Si vous disposez d'ouvrages ou d'articles de référence ou si vous connaissez des sites web de qualité traitant du thème abordé ici, merci de compléter l'article en donnant les références utiles à sa vérifiabilité et en les liant à la section « Notes et références ».
La Commission centrale aux affaires politiques et juridiques du Parti communiste chinois (中共中央政法委员会), communément appelée Zhongyang Zhengfawei (中央 政法, littéralement « Commission centrale politico-juridique ») en chinois, est l'organisme relevant du Comité central du Parti qui est chargé de traiter les questions politiques et juridiques. En pratique, elle supervise tous les organismes chargés de faire respecter la loi, notamment la police, ce qui en fait une institution très puissante. 
Tous les comités locaux du Parti établissent des commissions aux affaires politiques et juridiques. 
La Commission est dirigée par un Secrétaire, généralement membre du Politburo. 

## Histoire
La Commission a été précédée par un groupe directeur pour les affaires politiques et juridiques (政法 领导 小组 ; Zhèngfǎ Lngdǎo Xiǎozǔ), créé en 1958 et alors présidé par Peng Zhen. Il était dirigé par Ji Dengkui au cours de la Révolution culturelle et jusqu'au 24 janvier 1980. A cette date, la Commission centrale aux affaires politiques et juridiques vit le jour, Peng Zhen en était nommé Secrétaire. La Commission reprit son statut de groupe directeur de mai 1988 à mars 1990. 
Après le 18e Congrès du Parti en 2012, Meng Jianzhu a remplacé Zhou Yongkang à la tête de la Commission. Cependant, Meng, contrairement à Zhou, n'a pas été élu au 18e Comité permanent du Politburo. Le déclassement apparent du poste a suivi la disgrâce de Zhou, impliqué dans l'incident de Wang Lijun et accusé de corruption. L'indépendance du pouvoir judiciaire en Chine s'est trouvée accrue par sa perte en prestige au sein de l'appareil du Parti. 

## Liste des dirigeants

### Dirigeants du groupe directeur central pour les affaires politiques et juridiques
1. Peng Zhen (1958)
2. Luo Ruiqing (1958-1960)
3. Xie Fuzhi (1960-1966)
4. Ji Dengkui (1969-1980)

### Secrétaires de la Commission centrale aux affaires politiques et juridiques
1. Peng Zhen (1980-1982)
2. Chen Pixian (en) (1982-1985)
3. Qiao Shi (1985-1992)
4. Ren Jianxin (en) (1992-1998)
5. Luo Gan (1998-2007)
6. Zhou Yongkang (2007–2012)
7. Meng Jianzhu (2012-2017)
8. Guo Shengkun (2017–)

## Composition actuelle
- Guo Shengkun, membre du 19e Politburo du Parti communiste chinois, secrétaire du Secrétariat général
- Le commissaire général de police Zhao Kezhi, conseiller d'État et ministre de la Sécurité publique
- Le juge en chef Zhou Qiang (en), président de la Cour populaire suprême (officiel de rang infranational)
- Le procureur général Zhang Jun (en), Procureur général du Parquet suprême du peuple (officiel de rang infranational)
- Chen Yixin (en), secrétaire général de la Commission centrale aux affaires politiques et juridiques (officiel de rang ministériel)
- Chen Wenqing, ministre de la Sécurité d'État
- Tang Yijun (en), ministre de la justice
- Le vice-amiral Wang Renhua (en), secrétaire de la Commission des affaires politiques et juridiques de la Commission militaire centrale
- Le général Wang Chunning (en), commandant de la police armée du peuple